# I Skrzypce Przestały Grać
Az I Skrzypce Przestały Grać (magyarul: „És elnémultak/elhallgattak a hegedűk”) 1988-as lengyel–amerikai történelmi filmdráma, amelyet Alexander Ramati írt és rendezett. 
A történet egy életrajzi regény alapján a cigányok egy csoportjáról szól, akik menekülni kényszerültek a náci rezsim üldözései elől a porajmos (roma holokauszt) csúcsán a második világháború idején.

## Cselekmény
|  | Alább a cselekmény részletei következnek! |

A történet 1941-ben kezdődik Varsóban. Dymitr Mirga (Horst Buchholz), a cigány hegedűsök csoportjának kiemelkedő tagja egy német csoportot - német katonaságot és SS-tiszteket - szórakoztat egy étteremben. A németek élvezik a szórakozást, és biztosítják a zenészeket, hogy a régió zsidóságának folyamatos deportálásának semmi köze nincs a cigányokhoz, mert ők árják, csakúgy, mint a németek. Dymitr vonattal elviszi családját Breszt-Litovszkba, miután egy koncentrációs táborból menekült figyelmezteti, hogy mi történik a varsói zsidókkal. A család Breszt-Litovszk külvárosában csatlakozik a Romani zenekarhoz. A helyi német parancsnok meglátogatja a tábort, és elmondja a romáknak, hogy azokat a házakat adja át nekik, ahol a zsidók éltek, akiket áthelyeztek (eufemizmus a koncentrációs táborokba küldésre). Dymitr azonnal rájön az igazságra, és felkéri a roma közösség vezetőjét, hogy vezesse annak evakuálását az akkor még független Magyarországra. A vezető vonakodik eleget tenni, de a közösség tanácsa végül lemondásra kényszeríti, pozícióját inkább Dymitr Mirgának adja át. A leváltott vezető fiát eljegyezték egy gyönyörű roma lánnyal, Zoya Natkinnal (Maya Ramati), aki ehelyett Dymitr fiát, Romanot (Piotr Polk) választotta férjéül.
Magyarországi útjuk során a romák egy része elhagyja a csoportot, és a nácik megölik őket. Mások önként szakadtak le abban a reményben, hogy kisebb létszámukkal inkább kereskedőknek, mint romáknak tűnnek majd. Dymitr kisvállalkozása végül azt az áldozatot hozza meg, hogy eladja ékszereit, hogy lovakat vásároljon egy másik roma közösségből, lehetővé téve ezzel csoportjuk gyorsabb mozgását. Ennek ellenére sokakat megölnek a nácik. A szimpatikus lakosság temetést ad nekik, és lehetőséget ad társaiknak, hogy felkeressék és megsirassák szeretteiket. Idővel az elszánt Dymitr eljut Magyarországra a megcsappant létszámú csoporttal, köztük feleségével Walűával (Didi Ramati), fiával Romannal és menyével Zoyával, valamint Zoya családjával és Roman riválisával, az előző vezető fiával, akinek apjával végeztek a nácik. Dymitr minden erőfeszítése hiábavalónak bizonyul, amikor a németek 1944-ben megbuktatják a kormányt Magyarországon és megszállják azt.
A náci irányítás az elfogott cigányokat Auschwitzba szállíttatja, ahol a hírhedt Kruger ezredes (Jan Machulski) orvosi kísérleteket végez a foglyokon. Megérkezésük előtt Dymitr lánya kiszökik az egyik marhavagon ablakán. A táborban Dymitr Mirga kénytelen a náciknak játszani, míg fia, Roman fordítói képességei miatt kisebb kiváltságokban részesül. Amikor azonban Roman felesége, Zoya meghal, a fiatalember apját a szökésre biztatja, hogy meneküljön. Roman felkeresi barátját és egykori riválisát, és felismerve, hogy családjuk halálra van ítélve, mindketten beleegyeznek, hogy kísérletet tesznek a szökésre. Szerencsésen kijutnak a táborból, és sikerül újra kapcsolatba lépniük Roman húgával, aki elmenekült a vagonból.
A film a véget ért háborúval zárul, amikor három roma kocsi a naplementébe indul, és valószínűleg Romant, barátját és húgát szállítja, az elbeszélő arra a következtetésre jut, hogy a cigány nemzet még mindig nem kapott kárpótlást.
|  | Itt a vége a cselekmény részletezésének! |

## Szereplők
- Horst Buchholz - Dymitr Mirga
- Piotr Polk - Roman Mirga
- Marne Maitland - Sandu Mirga
- Jan Machulski -  Krüger ezredes
- Aleksander Bardini - Greczko Szura
- Jerzy Nowak - Dr. Professor Epstein
- Wladyslaw Komar - Dombrowski
- Wiktor Zborowski - Tomasz
- Aleksander Ford - Zenon
- Didi Ramati - Wala Mirga
- Maya Ramati - Zoya Natkin / Mirga
- Kasia Siwak -  Mara Mirga
- Bettine Milne - Rosa Mirga
- Aldona Grochal - Wala's Sister
- Wiesław Wójcik - Bora Natkin
- Ernestyna Winnicka - Zoya anyja
- Marcin Tronski - Dr. Josef Mengele
- Zitto Kazann - Mikita
- Wojciech Pastuszko - Koro
- Jacek Sas-Uhrynowski - Pawel
- Marek Barbasiewicz -Count Paszkowski
- Krzysztof Swietochowski - Franko
- Judy Hecht Dumontet - Zenon felesége
- Ewa Telega - Ira[2]

## Fogadtatás
A filmet lengyel helyszínen forgatták Łańcutban, Łódźban és Krakkóban.
1988-ban került a mozikba Lengyelországban, eredeti címe: I Skrzypce Przestaly Grac, az Egyesült Államokban pedig And the Violins Stopped Playing, ezt követte a finn filmszínházakban Salahanke és a finn televízióban Ja viulut vaikenivat néven, valamint Nyugat-Németországban is ez utóbbi címen forgalmazták. A 2003-as DVD-kiadás extrákat tartalmazott az Orion-előzetesekből, a filmről és annak történetéről szóló felvételeket, valamint a film sztárjairól szóló klipeket. A filmet 2008-ban bemutatták az Edward Klosinski operatőr munkásságának emléket állító kiállítás részeként. Łódźban a film állt a litzmannstadti gettó felszámolásának 65. évfordulójáról megemlékező 2009-es kiállítás középpontjában.

## Fordítás
- Ez a szócikk részben vagy egészben  az   And the Violins Stopped Playing című angol Wikipédia-szócikk ezen változatának fordításán alapul.  Az eredeti cikk szerkesztőit annak laptörténete sorolja fel. Ez a jelzés csupán a megfogalmazás eredetét és a szerzői jogokat jelzi, nem szolgál a cikkben szereplő információk forrásmegjelöléseként.